# Venetië van het Noorden
Het volgende is een lijst van steden en dorpen met de bijnaam Venetië van het Noorden.
De term Venetië van het noorden verwijst naar verschillende steden in Europa die veel kanalen hebben, waardoor ze veel lijken op de Italiaanse stad Venetië, dat bekend staat om zijn vele kanalen, waaronder het Canal Grande. Sommige van deze bijnamen, bijvoorbeeld in het geval van Amsterdam zijn eeuwenoud. Terwijl andere, zoals Birmingham, recentelijk in gebruik zijn genomen als zelfpromotie door de eigen inwoners of vertegenwoordigers van de stad.

## Lijst
| Stad/dorp             | Land                | Foto | Referenties                               |
| --------------------- | ------------------- | ---- | ----------------------------------------- |
| Ålesund               | Noorwegen           |      | [ 1 ] [ 2 ]                               |
| Amiens                | Frankrijk           |      | [ 3 ] [ 4 ] [ 5 ] [ 6 ]                   |
| Amsterdam             | Nederland           |      | [ 7 ] [ 8 ] [ 9 ] [ 10 ] [ 11 ]           |
| Arendal               | Noorwegen           |      | [ 12 ] [ 13 ]                             |
| Bamberg               | Duitsland           |      | [ 14 ] [ 15 ]                             |
| Birmingham            | Verenigd Koninkrijk |      | [ 16 ]                                    |
| Bourton-on-the-Water  | Verenigd Koninkrijk |      | [ 17 ]                                    |
| Brugge                | België              |      | [ 18 ]                                    |
| Bulandet en Værlandet | Noorwegen           |      | [ 19 ] [ 20 ] [ 21 ] [ 22 ]               |
| Bydgoszcz             | Polen               |      | [ 23 ]                                    |
| Colmar                | Frankrijk           |      | [ 24 ] [ 25 ]                             |
| Cork                  | Ierland             |      | [ 26 ] [ 27 ]                             |
| Kopenhagen            | Denenmarken         |      | [ 28 ] [ 29 ]                             |
| Emden                 | Duitsland           |      | [ 30 ] [ 31 ] [ 32 ] [ 33 ] [ 34 ]        |
| Friedrichstadt        | Duitsland           |      | [ 35 ] [ 36 ] [ 37 ]                      |
| Gdańsk                | Polen               |      | [ 38 ] [ 39 ] [ 40 ]                      |
| Giethoorn             | Nederland           |      | [ 41 ]                                    |
| Glasgow-Maryhill      | Verenigd Koninkrijk |      | [ 42 ] [ 43 ]                             |
| Haapsalu              | Estland             |      | [ 44 ] [ 45 ]                             |
| Hamburg               | Duitsland           |      | [ 46 ]                                    |
| Henningsvær           | Noorwegen           |      | [ 47 ] [ 48 ]                             |
| Kalisz                | Polen               |      |                                           |
| Leeds                 | Verenigd Koninkrijk |      | [ 49 ]                                    |
| London-Paddington     | Verenigd Koninkrijk |      | [ 25 ]                                    |
| Lübeck                | Duitsland           |      | [ 50 ]                                    |
| Manchester            | Verenigd Koninkrijk |      | [ 51 ] [ 52 ]                             |
| Papenburg             | Duitsland           |      | [ 53 ] [ 54 ] [ 55 ]                      |
| Passau                | Duitsland           |      | [ 56 ] [ 57 ] [ 58 ] [ 59 ]               |
| Rochdale              | Verenigd Koninkrijk |      | [ 60 ]                                    |
| Sint-Petersburg       | Rusland             |      | [ 61 ]                                    |
| Schwerin              | Duitsland           |      | [ 62 ]                                    |
| Skipton               | Verenigd Koninkrijk |      | [ 63 ]                                    |
| Stockholm             | Zweden              |      | [ 64 ] [ 65 ] [ 66 ] [ 67 ] [ 68 ] [ 69 ] |
| Stralsund             | Duitsland           |      | [ 70 ] [ 71 ]                             |
| Straatsburg           | Frankrijk           |      | [ 72 ]                                    |
| Svolvær               | Noorwegen           |      | [ 73 ] [ 74 ]                             |
| Wrocław               | Polen               |      | [ 75 ]                                    |